# Ferrivauxita
La ferrivauxita és un mineral de la classe dels fosfats. Rep el nom de la vauxita i pel contingut fèrric del mineral.

## Característiques
La ferrivauxita és un fosfat de fórmula química Fe³⁺Al₂(PO₄)₂(OH)₃(H₂O)₃·2H₂O. Va ser aprovada com a espècie vàlida per l'Associació Mineralògica Internacional el 2014, sent publicada dos anys després. Cristal·litza en el sistema triclínic. La seva duresa a l'escala de Mohs és 3,5.
Les mostres que van servir per a determinar l'espècie, el que es coneix com a material tipus, es troben conservades a les col·leccions del Museu d'Història Natural de la Universitat d'Oslo (Noruega), amb el número de catàleg: 43576, i al Museu Canadenc de la Natura, al Quebec (Canadà), amb el número de catàleg:

## Formació i jaciments
Va ser descoberta a la mina Siglo Veinte, situada al municipi de Llallagua, a la província de Rafael Bustillo (Departament de Potosí, Bolívia). Aquesta mina boliviana és l'únic indret de tot el planeta on ha estat descrita aquesta espècie mineral.